# Lätt tungvikt i fristil i brottning vid olympiska sommarspelen 1972
Herrarnas brottningsturnering i fristil i viktklassen lätt tungvikt vid olympiska sommarspelen 1972 avgjordes i Fairgrounds, Judo and Wrestling Hall i München. 

## Medaljörer
| Klass         | Guld               | Silver                           | Brons                 |
| Lätt tungvikt | Ben Peterson · USA | Gennadi Strachov · Sovjetunionen | Károly Bajkó · Ungern |

## Resultat
Legend
- TF — Vinst genom fall
- IN — Vinst genom att motståndaren skadas
- DQ — Vinst genom passivitet
- D1 — Vinst genom passivitet, vinnaren är också passiv
- D2 — Båda brottarna förlorade på grund av passivitet
- FF — Vinst genom förverkande
- DNA — Anlände inte
- TPP — Totala straffpoäng
- MPP — Matchstraffpoäng

Straff
- 0 — Vinst genom fall, teknisk överlägsenhet, passivitet, skada och förverkande
- 0.5 — Vinst på poäng, 8-11 poängs skillnad
- 1 — Vinst på poäng, 1-7 poängs skillnad
- 2 — Vinst på passivitet,  vinnaren är också passiv
- 3 — Förlust på poäng, 1-7 poängs skillnad
- 3.5 — Förlust på poäng, 8-11 poängs skillnad
- 4 — Förlust genom fall, teknisk överlägsenhet, passivitet, skada och förverkande

### Elimineringsrunda

#### Omgång 1
| TPP | MPP |                        | Poäng |                            | MPP | TPP |
| --- | --- | ---------------------- | ----- | -------------------------- | --- | --- |
| 0   | 0   | Károly Bajkó (HUN)     | 5:50  | Makoto Kamada (JPN)        | 4   | 4   |
| 0   | 0   | Reza Khorrami (IRI)    | 0:53  | Etienne Martinetti (SUI)   | 4   | 4   |
| 4   | 4   | Alioune Camara (SEN)   | 2:11  | Raúl García (MEX)          | 0   | 0   |
| 1   | 1   | Ben Peterson (USA)     |       | Paweł Kurczewski (POL)     | 3   | 3   |
| 0   | 0   | George Saunders (CAN)  | 1:59  | Ram Chandgi (IND)          | 4   | 4   |
| 0.5 | 0.5 | Gennadi Strachov (URS) |       | Roland Andersson (SWE)     | 3.5 | 3.5 |
| 1   | 1   | Bárbaro Morgan (CUB)   |       | Ion Marton (ROU)           | 3   | 3   |
| 4   | 4   | Kwak Kwang-Woong (KOR) | 1:42  | Günter Spindler (GDR)      | 0   | 0   |
| 1   | 1   | Michel Grangier (FRA)  |       | Umberto Marcheggiani (ITA) | 3   | 3   |
| 4   | 4   | Ronald Grinstead (GBR) | 3:41  | Rusi Petrov (BUL)          | 0   | 0   |
| 1   | 1   | Mehmet Güçlü (TUR)     |       | Jigjidiin Mönkhbat (MGL)   | 3   | 3   |
| 0   |     | Ernst Knoll (FRG)      |       | Bye                        |     |     |

#### Omgång 2
| TPP | MPP |                            | Poäng |                        | MPP | TPP |
| --- | --- | -------------------------- | ----- | ---------------------- | --- | --- |
| 3   | 3   | Ernst Knoll (FRG)          |       | Károly Bajkó (HUN)     | 1   | 1   |
| 7   | 3   | Makoto Kamada (JPN)        |       | Reza Khorrami (IRI)    | 1   | 1   |
| 4   | 0   | Etienne Martinetti (SUI)   | 1:38  | Alioune Camara (SEN)   | 4   | 8   |
| 4   | 4   | Raúl García (MEX)          | 8:09  | Ben Peterson (USA)     | 0   | 1   |
| 4   | 1   | Paweł Kurczewski (POL)     |       | George Saunders (CAN)  | 3   | 3   |
| 8   | 4   | Ram Chandgi (IND)          | 2:45  | Gennadi Strachov (URS) | 0   | 0.5 |
| 6.5 | 3   | Roland Andersson (SWE)     |       | Bárbaro Morgan (CUB)   | 1   | 2   |
| 6   | 3   | Ion Marton (ROU)           |       | Kwak Kwang-Woong (KOR) | 1   | 5   |
| 3   | 3   | Günter Spindler (GDR)      |       | Michel Grangier (FRA)  | 1   | 2   |
| 5   | 2   | Umberto Marcheggiani (ITA) |       | Ronald Grinstead (GBR) | 2   | 6   |
| 1   | 1   | Rusi Petrov (BUL)          |       | Mehmet Güçlü (TUR)     | 3   | 4   |
| 3   |     | Jigjidiin Mönkhbat (MGL)   |       | Bye                    |     |     |

#### Omgång 3
| TPP | MPP |                          | Poäng |                            | MPP | TPP |
| --- | --- | ------------------------ | ----- | -------------------------- | --- | --- |
| 6   | 3   | Ernst Knoll (FRG)        |       | Reza Khorrami (IRI)        | 1   | 2   |
| 1.5 | 0.5 | Károly Bajkó (HUN)       |       | Etienne Martinetti (SUI)   | 3.5 | 7.5 |
| 7.5 | 3.5 | Raúl García (MEX)        |       | Paweł Kurczewski (POL)     | 0.5 | 4.5 |
| 3   | 2   | Ben Peterson (USA)       |       | Gennadi Strachov (URS)     | 2   | 2.5 |
| 2   | 0   | Bárbaro Morgan (CUB)     | 1:00  | Kwak Kwang-Woong (KOR)     | 4   | 9   |
| 3.5 | 0.5 | Günter Spindler (GDR)    |       | Umberto Marcheggiani (ITA) | 3.5 | 8.5 |
| 5.5 | 3.5 | Michel Grangier (FRA)    |       | Rusi Petrov (BUL)          | 0.5 | 1.5 |
| 4   |     | Mehmet Güçlü (TUR)       |       | Bye                        |     |     |
| 3   |     | Jigjidiin Mönkhbat (MGL) |       | DNA                        |     |     |
| 3   |     | George Saunders (CAN)    |       | DNA                        |     |     |

#### Omgång 4
| TPP | MPP |                        | Poäng |                        | MPP | TPP |
| --- | --- | ---------------------- | ----- | ---------------------- | --- | --- |
| 8   | 4   | Mehmet Güçlü (TUR)     | 8:25  | Károly Bajkó (HUN)     | 0   | 3   |
| 5   | 3   | Reza Khorrami (IRI)    |       | Ben Peterson (USA)     | 1   | 4   |
| 8.5 | 4   | Paweł Kurczewski (POL) | 1:52  | Gennadi Strachov (URS) | 0   | 2.5 |
| 3   | 1   | Bárbaro Morgan (CUB)   |       | Michel Grangier (FRA)  | 3   | 8.5 |
| 4.5 | 1   | Günter Spindler (GDR)  |       | Rusi Petrov (BUL)      | 3   | 4.5 |

#### Omgång 5
| TPP | MPP |                        | Poäng |                       | MPP | TPP |
| --- | --- | ---------------------- | ----- | --------------------- | --- | --- |
| 5   | 2   | Károly Bajkó (HUN)     |       | Reza Khorrami (IRI)   | 2   | 7   |
| 4   | 0   | Ben Peterson (USA)     | 5:24  | Bárbaro Morgan (CUB)  | 4   | 7   |
| 3   | 0.5 | Gennadi Strachov (URS) |       | Günter Spindler (GDR) | 3.5 | 8   |
| 4.5 |     | Rusi Petrov (BUL)      |       | Bye                   |     |     |

#### Omgång 6
| TPP | MPP |                    | Poäng |                        | MPP | TPP |
| --- | --- | ------------------ | ----- | ---------------------- | --- | --- |
| 8.5 | 4   | Rusi Petrov (BUL)  | 2:41  | Ben Peterson (USA)     | 0   | 4   |
| 8   | 3   | Károly Bajkó (HUN) |       | Gennadi Strachov (URS) | 1   | 4   |

#### Sista omgångarna
| TPP | MPP |                    | Poäng |                        | MPP | TPP |
| --- | --- | ------------------ | ----- | ---------------------- | --- | --- |
| 2   | 2   | Ben Peterson (USA) |       | Gennadi Strachov (URS) | 2   | 2   |